# Ophiopsammium
Ophiopsammium is een geslacht van slangsterren uit de familie Ophiotrichidae. De wetenschappelijke naam van het geslacht werd in 1974 voorgesteld door Theodore Lyman. In de protoloog plaatste hij in het geslacht slechts de eveneens nieuw door hem beschreven en benoemde soort Ophiopsammium semperi, waarmee die automatisch de typesoort werd.

## Soorten
- Ophiopsammium semperi Lyman, 1874